# Лоренсу, Эдуарду
Эдуа́рду Лоре́нсу ди Фа́риа (порт. Eduardo Lourenço de Faria, 29 мая 1923, Сан-Педру-де-Риу-Секу, округ Гуарда, Португалия — 1 декабря 2020) — португальский писатель, мыслитель-эссеист, политический публицист, аналитик национальной словесности и культуры.

## Биография
Родился в маленькой деревне, в консервативной семье. Учился в Коимбрском университете в городе Коимбра, где затем с 1947 по 1953 год преподавал философию. Был близок к литературному движению неореалистов (М. Дионизиу, Ж. Гомеш Феррейра, Ж. де Сена и др.), публиковался в их журнале Vértice. С 1953 года в эмиграции: преподавал в университетах Гамбурга и Гейдельберга (1954—1955), Монпелье (1956—1958), Баии (Бразилия, 1959—1960), Гренобля (1960—1965) и Ниццы (1965—1987), затем был советником по культуре португальского посольства в Риме. Отказался от поста министра культуры Португалии (1975). Жил неподалёку от Ниццы, в г. Ванс (Приморские Альпы, Франция).

## Творчество
Э. Лоренсу наследует традициям европейской критической философии культуры новейшего времени от С. Кьеркегора до Г. Зиммеля, в центре его размышлений — особенности Португалии на карте и в истории Европы, его материал — португальская поэзия, и в первую очередь — Фернанду Пессоа.

## Признание
Почётный доктор университетов Рио-де-Жанейро и Коимбры (1996), Болонского университета (2007). Кавалер португальских орденов Меча Святого Иакова (1981) и Инфанта дона Энрике (1992), французского ордена Почётного легиона (2002). Лауреат Европейской премии Шарля Вейонна за эссеистику (1988), национальных премий Жасинту ду Праду Коэлью (1988), дона Диниша, премии Камоэнса (обе — 1996), Вержилиу Феррейры (2001), премии Латинской культуры (2003), премии испанской провинции Эстремадура за совокупность творчества (2006), премии Фернанду Пессоа (2011), премии Лиссабонского университета (2012). В 2004 год] Центром иберийских исследований в университете Саламанки учреждена премия имени Эдуарду Лоренсу. В 2011 году Фонд Галуста Гюльбенкяна начал издавать Полное собрание сочинений Эдуарду Лоренсу.
Книги и статьи Лоренсу переведены на английский, французский, немецкий, итальянский, венгерский, чешский языки.

## Произведения
- Heterodoxia/ Гетеродоксия (1949).
- Heterodoxia II/ Гетеродоксия, том 2-й (1967, объединённое издание в двух томах — 1987).
- Sentido e Forma da Poesia Neo-Realista/ Содержание и форма в поэзии неореалистов (1968).
- Pessoa Revisitado/ Песоа: новый взгляд (1973).
- Tempo e Poesia/ Время и поэзия (1974).
- Os Militares e o Poder/ Военные и власть (1975).
- O Labirinto da Saudade: Psicanálise Mítica do Destino Português/ Лабиринт саудаде: Мифопсихоанализ португальской судьбы (1978).
- O Espelho Imaginário/ Воображаемое зеркало (1983).
- Fernando Rei da Nossa Baviera/ Фернанду, король нашей Баварии (1986).
- Nós e a Europa ou as Duas Razões/ Мы и Европа, или Два разума (1988).
- O Esplendor do Caos/ Блеск хаоса (1998).
- Portugal des années 50/ Португалия, пятидесятые годы (1999, на франц.языке).
- «Portugal como destino» seguido de «Mitologias da saudade»/ Португалия как судьба. Мифология саудаде (1999, сводное издание).
- A Europa desencantada: Para uma mitologia europeia/ Расколдованная Европа: к мифологии европейского (200]).
- Poesia e Metafisica/ Поэзия и метафизика (2002).
- As saias de Elvira e outros ensaios/ Юбки Эльвиры и другие эссе (2006).
- Antero, ou, A noite intacta/ Антеру, или Неприкосновенная ночь (2007, об Антеру ди Кентале).
- Tempo da música, música do tempo/ Время музыки, музыка времени (2012).